# Мущаж
Мущаж (пол. Muszczarz) — село в Польщі, у гміні Смикув Конецького повіту Свентокшиського воєводства.